# قرار مجلس الأمن التابع للأمم المتحدة رقم 1070
قرار مجلس الأمن التابع للأمم المتحدة رقم 1070، المتخذ في 16 أغسطس 1996، بعد إعادة تأكيد القرارين 1044 (1996) و1054 (1996) بشأن محاولة اغتيال الرئيس المصري حسني مبارك في مؤتمر قمة منظمة الوحدة الأفريقية في العاصمة الإثيوبية أديس أبابا في 26 يونيو 1995 والجزاءات اللاحقة، فرض المجلس جزاءات الطيران على حكومة السودان بعد فشلها في الامتثال لطلبات منظمة الوحدة الأفريقية بتسليم المشتبه فيهم الذين يحودون في البلد إلى إثيوبيا.
وأعرب مجلس الأمن عن جزعه إزاء محاولة الاغتيال التي قام بها الرئيس مبارك، وقال إنه ينبغي محاكمة المسؤولين عنها. ووفقا لمنظمة الوحدة الأفريقية فانه كان هجوما ضد استقرار القارة الأفريقية بأكملها. وأشارت أيضا إلى أن السودان لم يمتثل لطلبات منظمة الوحدة الأفريقية المتعلقة بتسليم المشتبه فيهم إلى إثيوبيا. لقد عقد المجلس العزم على القضاء على الإرهاب الدولي.
وقد طالب مجلس الأمن السودان، بموجب الفصل السابع من ميثاق الأمم المتحدة، بأن يمتثل السودان لطلب منظمة الوحدة الأفريقية. وأشير إلى التدابير التي اتخذتها عدة دول لإنفاذ أحكام القرارات السابقة، وحث البعض الآخر الذي لم يرد بعد على إبلاغ الأمين العام بطرس بطرس غالي بالتدابير التي اتخذتها في أقرب وقت ممكن.
وتقرر بعد ذلك أنه يتعين على جميع الدول منع الطائرات من السودان أو تشغيلها من قبل الخطوط الجوية السودانية، من الإقلاع، الهبوط، أو التحليق فوق أراضيها. لن تدخل الجزاءات حيز النفاذ إلا بعد مرور تسعين يوما على الأقل من اعتماد القرار الحالي. بحلول 15 نوفمبر 1996، طلب إلى الأمين العام أن يقدم تقريرا عما إذا كان السودان قد امتثل لطلب منظمة الوحدة الأفريقية.
تم تبنى القرار رقم 1070 باغلبية 13 صوتا مقابل لا شئ، مع امتناع اثنين عن التصويت من الصين وروسيا.

## وصلات خارجية
- نص القرار في undocs.org